# Туризм в Малави
Республика Малави, также известная, как Тёплое сердце Африки, обладает существенным туристическим потенциалом.
Достопримечательности страны включают в себя крупное пресноводное озеро Малави, несколько национальных парков, заповедников, а также живописный горный массив Муланж. С середины 1970-х отмечается значительный рост туристической отрасли, и власти Малави намерены развивать данный сектор экономики. Однако, экономический кризис 1980-х в Южной Африке — основном источнике притока туристов в Малави — негативно сказался на отрасли. Также на развитие туризма повлияла политическая и экономическая нестабильность в Зимбабве, однако в последнее время ситуация пришла в норму.
Туризм составляет 4,5 % национального ВВП (2014), в данной сфере занято 3,8 % трудоспособного населения.